# صفحه راهنما
صفحه راهنما (به انگلیسی: man page) ابزاری برای مستندسازی آنلاین است که معمولاً در سیستم‌عامل‌های یونیکس و شبه‌یونیکس مورد استفاده قرار می‌گیرد. چنین مستنداتی شامل برنامه‌های کامپیوتری، کتابخانه‌ها، فراخوان‌های سیستمی، استانداردهای رسمی، اصطلاحات، قراردادها و حتی مفاهیم انتزاعی هستند. کاربران می‌توانند با اجرای دستور man صفحهٔ راهنما را مشاهده کنند.

## تاریخچه
صفحات راهنما نخستین بار در نسخهٔ اولیهٔ یونیکس در دههٔ ۱۹۷۰ توسط کارکنان بل لبز معرفی شدند. هدف آن‌ها ارائهٔ مرجع سریع برای کاربران و برنامه‌نویسان بود تا بتوانند اطلاعات فنی مورد نیاز را مستقیماً در محیط خط فرمان دریافت کنند.

## کاربرد
صفحات راهنما معمولاً شامل توضیح دستور یا برنامه، نحو (syntax)، گزینه‌ها و آرگومان‌های قابل استفاده، مثال‌ها، فایل‌های مرتبط و نویسندگان می‌باشند. این صفحات به‌ویژه برای کاربران تازه‌کار و مدیران سیستم، یک منبع مرجع سریع و دقیق محسوب می‌شوند.

## ساختار
هر صفحهٔ راهنما معمولاً دارای بخش‌های استانداردی است که ممکن است شامل موارد زیر باشند:
- NAME – نام دستور یا تابع و توضیح کوتاه آن
- SYNOPSIS – نحو و قالب استفاده
- DESCRIPTION – توضیحات کامل دربارهٔ عملکرد
- OPTIONS – فهرست گزینه‌ها و پارامترها
- EXAMPLES – نمونه‌هایی از کاربرد دستور
- SEE ALSO – منابع و دستورات مرتبط

## کاربرد
کاربر برای مطالعه صفحه راهنمای یک دستور در سیستم‌عامل یونیکس خواهد داشت:
```
man
 
<command_name>

```

برای سهولت در پیمایش خروجی، دستور راهنما عموماً از ابزار دیگری به نام less استفاده می‌کند.

## بخش‌های راهنما
راهنما به طور کلی به هشت بخش شماره‌گذاری شده تقسیم می‌شود، سازماندهی شده به صورت زیر (روی بی‌اس‌دی، یونیکس و لینوکس):
| بخش | توضیحات                                                                   |
| --- | ------------------------------------------------------------------------- |
| ۱   | فرمان‌های کلی                                                              |
| ۲   | فراخوان‌های سیستمی                                                         |
| ۳   | توابع کتابخانه ای، به طور خاص کتابخانه استاندارد سی را پوشش می‌دهد         |
| ۴   | فایل‌های خاص (معمولاً دستگاه‌ها، آن‌هایی که در dev/ پیدا می‌شوند) و راه‌اندازها |
| ۵   | قالب‌های فایل و قراردادها                                                  |
| ۶   | بازی‌ها و محافظ صفحه نمایشها                                               |
| ۷   | گوناگون                                                                   |
| ۸   | مدیریت سیستم فرمان‌ها و daemonها                                           |

سامانه وی یونیکس با یک چینش متفاوت، از یک طرح مشابه شماره گذاری استفاده می‌کند:
| بخش | توضیحات                                                                   |
| --- | ------------------------------------------------------------------------- |
| ۱   | فرمان‌های کلی                                                              |
| ۱M  | مدیریت سیستم فرمان‌ها و daemonها                                           |
| ۲   | فراخوان‌های سیستمی                                                         |
| ۳   | توابع کتابخانه استاندارد سی                                               |
| ۴   | قالب‌های فایل و قراردادها                                                  |
| ۵   | گوناگون                                                                   |
| ۶   | بازی‌ها و محافظ صفحه نمایشها                                               |
| ۷   | فایل‌های خاص (معمولاً دستگاه‌ها، آن‌هایی که در dev/ پیدا می‌شوند) و راه‌اندازها |

بعضی از بخش‌های زیر در بعضی از سیستم‌ها موجود هستند:
| بخش | توضیحات                           |
| --- | --------------------------------- |
| ۰   | فایل‌های هدر کتابخانه استاندارد سی |
| ۹   | روتین‌های کرنل                     |
| n   | کلمات کلیدی تی‌سی‌ال/تی‌کی           |
| x   | سیستم پنجره ایکس                  |

برخی از نسخه‌های man نسخه‌های قالب بندی شده ای را که از همه بیشتر مشاهده شده‌اند، را ذخیره می‌کنند.
برای دیدن گزینه‌های بیشتر man , وارد کنید فرمان man man.

## طرح
تمام صفحات راهنما به دنبال یک طرح معمول که بهینه‌سازی شده برای ارائه روی یک صفحه نمایش متن اسکی ساده، که احتمالاً بدون هیچ گونه برجستگی یا کنترل فونت است هستند. بخش‌های حاضر شامل موارد زیر است:
نامنام دستور یا تابع، و پس از آن توضیحاتی یک خطی از عملکرد دستور.
خلاصهدر مورد یک دستور، شما یک توصیف رسمی از چگونگی اجرا آن و چه گزینه‌های خط فرمانی را می‌گیرد، می‌بینید. برای توابع برنامه، فهرستی از پارامترها که هدر فایل شامل تعریف آن است. برای کاربران با تجربه، ممکن تمام مستنداتی باشد که آنها نیاز دارند.
توضیحاتشرح متنی عملکرد تابع یا دستور.
نمونه‌هابعضی از نمونه‌های کاربردی رایج.
مشابه‌هایک فهرست از دستورات یا توابع مرتبط.
سایر بخش‌ها ممکن است وجود داشته باشد، اما این‌ها استاندارد شده در سراسر صفحات راهنما نباشد. مثالهای متداول عبارتند از: گزینه‌ها، وضعیت خروج، محیط، اشکالات شناخته شده، فایل‌ها، نویسنده، گزارش اشکالات، تاریخچه و کپی رایت.